# 中国射箭协会
中国射箭协会是中华人民共和国射箭运动者和爱好者等组成的全国性体育组织，由中华全国体育总会领导，成立于1964年2月3日，会址位于北京市。